# Мищихин, Дмитрий Алексеевич
Мищихин Дмитрий Алексеевич (20 октября 1919 года, с. Малая Кибра, РСФСР — 13 ноября 2001 года, г. Уссурийск, Приморский край, РФ) — железнодорожник, машинист локомотивного дело станции Уссурийск. Герой Социалистического Труда.

## Биография
Родился в селе Малая Кибра будущего Юрьянского района Кировской области. 
С 1937 года начал работать на Горьковской железной дороге в паровозном депо Киров, сначала — помощником кочегара, затем — кочегаром, позже — помощником машиниста. Был призван в ряды РККА в 1940 году. Во время Великой Отечественной войны служил в частях береговой обороны Тихоокеанского флота. В качестве машиниста-инструктора паровозов участвовал в транспортировке техники по железной дороге для нужд армии.
В 1946 году, демобилизовавшись, остался в Приморском крае и устроился машинистом в паровозное депо Ворошилов-Уссурийский. Осваивал вождение скоростных поездов.
1 августа 1959 года Указом Президиума Верховного Совета СССР, за выдающиеся успехи в деле развития железнодорожного транспорта ему было присвоено звание Героя Социалистического Труда с вручением ордена Ленина и золотой медали «Серп и Молот».
После завершения электрификации железной дороги от Владивостока до Уссурийска в 1963 году, стал первым машинистом, которой провел да данному участку электропоезд. За период с 1959 по 1965 год благодаря его работе было сэкономлено 600 тонн угла и 120 тысяч киловатт-часов электроэнергии. За этот же отрезок времени он провел 320 тяжеловесных составов, в которых сверх плана было перевезено более 110 тонн грузов.

## Награды
- Орден Ленина
- Орден Трудового Красного знамени
- Орден Отечественной Войны II степени
- медали

## Память
- 24 июля 2014 года на территории локомотивного депо станции Уссурийск торжественно открыли мемориальную доску Д. А. Мищихину[2].